# Emile Fraysse
Emile Eugen Fraysse (* ca. 1887 in Paris, Frankreich; † nach 1940) war ein französisch-US-amerikanischer Radsportler und Radsportfunktionär.
Emile Fraysse wurde in Frankreich geboren, wanderte in die Vereinigten Staaten aus und heiratete 1910 in Manhattan. Zwölf Jahre lang war er als Radsportler aktiv, mittlerweile als US-amerikanischer Bürger. In dieser Zeit gewann er 300 Rennen. 1910 fuhr er 22.645 Meilen und wurde zum Best All Around Cyclist in the United States gekürt.
1920 gehörte Fraysse zu den Gründungsmitgliedern der Amateur Bicycle League of America (ABL) und war deren Präsident von 1929 bis 1933. 1928 und 1932 betreute Fraysse US-amerikanische Sportler bei Olympischen Spielen. Bei den Spielen 1928 in Amsterdam litten die Fahrer unter Gesäßschmerzen, da es für sie ungewohnt war, über Pflastersteine zu fahren. Fraysse kaufte Steaks bei einem Metzger und wies die Sportler an, diese in ihre Hosen zu stecken. Er schrieb in sein Tagebuch: „A French trick that works very well.“ Er überzeugte die Schwinn Bicycle Company, das Modell Paramount zu entwickeln und zu produzieren, damit die Sportler ein heimisches Rennrad fahren konnten.
Von Beruf war Fraysse ursprünglich Kürschner und Profi-Musiker. Er lebte in Ridgefield Park mit seiner Frau und seinen beiden Söhnen Victor und Andre, die beide auch im Vorstand der ABL beziehungsweise der United States Cycling Federation (USCF) engagiert waren, als Nationaltrainer arbeiteten und sich im Fahrrad-Import und -Export betätigten. Die Familie führte zudem ein Fahrrad-Geschäft. Sohn Victor wurde nach dem Fahrradmodell Victor der Overman Wheel Co. benannt, auf dem Emile Fraysse sein erstes Rennen gewonnen hatte. Auch der Enkelsohn Mike war im Radsport aktiv; so war er Präsident der USCF von 1979 bis 1981 sowie von 1994 bis 1998 und betreute die olympischen Mannschaften 1976 und 1984. 
1990 wurde Emile Fraysse in die United States Bicycling Hall of Fame aufgenommen. Die Ehrung seines Enkels Mike folgte 1998.